# Pepijn Aardewijn
Pepijn Ardewijn est un rameur d'aviron néerlandais né le 15 juin 1970 à Amsterdam.

## Biographie
Pepijn Aardewijn participe aux Jeux olympiques d'été de 1996 à Atlanta à l'épreuve de deux de couple poids légers et remporte la médaille d'argent en compagnie de Maarten Van Der Linden.